# Bucellaires

Les thèmes byzantins vers 780, après la division de l'Opsikion.

Les Bucellaires ou thème des Bucellaires grec moderne : Βουκελλάριον θέμα, Boukellarion thema, ou grec moderne : θέμα Βουκελλάριον, Thema Boukellarion : le Thème des Mangeurs de Biscuits) sont un thème de l'Empire byzantin situé dans le nord de l'Asie Mineure. Il est établi vers le milieu du VIIIe siècle et comprend l'essentiel de la Paphlagonie et certaines parties de la Galatie et de la Phrygie.

## Histoire

Les thèmes byzantins en Asie Mineure vers 950.

Le thème est établi entre 743 et 767 par l'empereur Constantin V, après la répression de la révolte d'Artabasde, archonte de l'Opsikion. Le nouveau thème, ainsi que celui des Optimates, est détaché de l'Opsikion, en fonction de la politique de l'empereur visant à réduire la puissance de ce dernier,,. Le nom du thème dérive des Bucellarii, troupes de cavalerie d'élite initialement formées de Goths, d'Alains et de Romains, souvent engagées par des privés ; au début du VIIe siècle, ils forment une division d'élite des forces terrestres de l'Opsikion placée sous l'autorité d'un domestikos,.
Le strategos des Bucellaires est attesté pour la première fois en 767, fournissant un terminus ad quem à la création du thème. Ses quartiers généraux sont situés à Ancyre, l'ancienne capitale de l'Opsikion, et il commande environ 8 000 hommes ; il appartient au second rang des strategoi, avec un salaire annuel de trente livres d'or. Claudiopolis est la seule des tourmai du thème à être attestée. Même s'il est essentiellement un thème de cavalerie (kaballarikon), le thème des Bucellaires, tout comme par après celui de Paphlagonie, inclut également une petite flotte, active sur le Pont-Euxin. Le commandant de ce contingent maritime, le « katepano des Bucellaires et des Paphlagoniens », est ainsi attesté par son sceau au Xe siècle. Des preuves indiquent cependant que cette flotte est composée à cette époque de navires marchands et de transport, et non de navires de guerre,.
À sa création, le thème s'étend de la côte du Pont-Euxin au centre du plateau anatolien et est bordé à l'ouest par les Optimates et l'Opsikion, au sud par les Anatoliques et à l'est par les Arméniaques. Au IXe siècle cependant, probablement vers 820, sa partie nord-orientale en est détachée pour former en partie le nouveau thème de Paphlagonie. Léon VI le Sage le réduit davantage lorsqu'il crée à partir de huit de ses banda du sud et du sud-est les thèmes de Cappadoce et de Charsianon,. Au IXe siècle, il comprend deux villes et treize forteresses, alors que dix villes sont rapportées au Xe siècle,.
Le thème subsiste jusqu'à ce que les Seldjoukides s'emparent de la région à la suite de la bataille de Manzikert (1071). Le nom Boukellariōn survit toutefois en tant que toponyme dans les sources byzantines jusqu'en 1263.